# Voetvallen van Wirtzfeld
De voetvallen zijn een religieus monument aan de weg van Wirtzfeld naar Büllingen.
Het betreft een serie van zeven voetvallen waarvan er nog vier behouden zijn gebleven, al zijn ze niet meer allemaal in goede staat. De ontbrekende zijn door houten exemplaren vervangen.
Het zijn van oorsprong stenen niskapelletjes met episoden uit het leven en lijden van Jezus. Ze werden opgericht in 1722 door de Broederschap van de 7 Smarten van Maria, die gesticht was in 1688 te Büllingen.
In 1825 waren ze nog allemaal intact en in 1901-1903 werden ze gerestaureerd. Voetval 5 en 6 werden vernield tijdens de Tweede Wereldoorlog en ook voetval 4 raakte sterk in verval.
In 1995 werden de overgebleven voetvallen beschermd als monument.

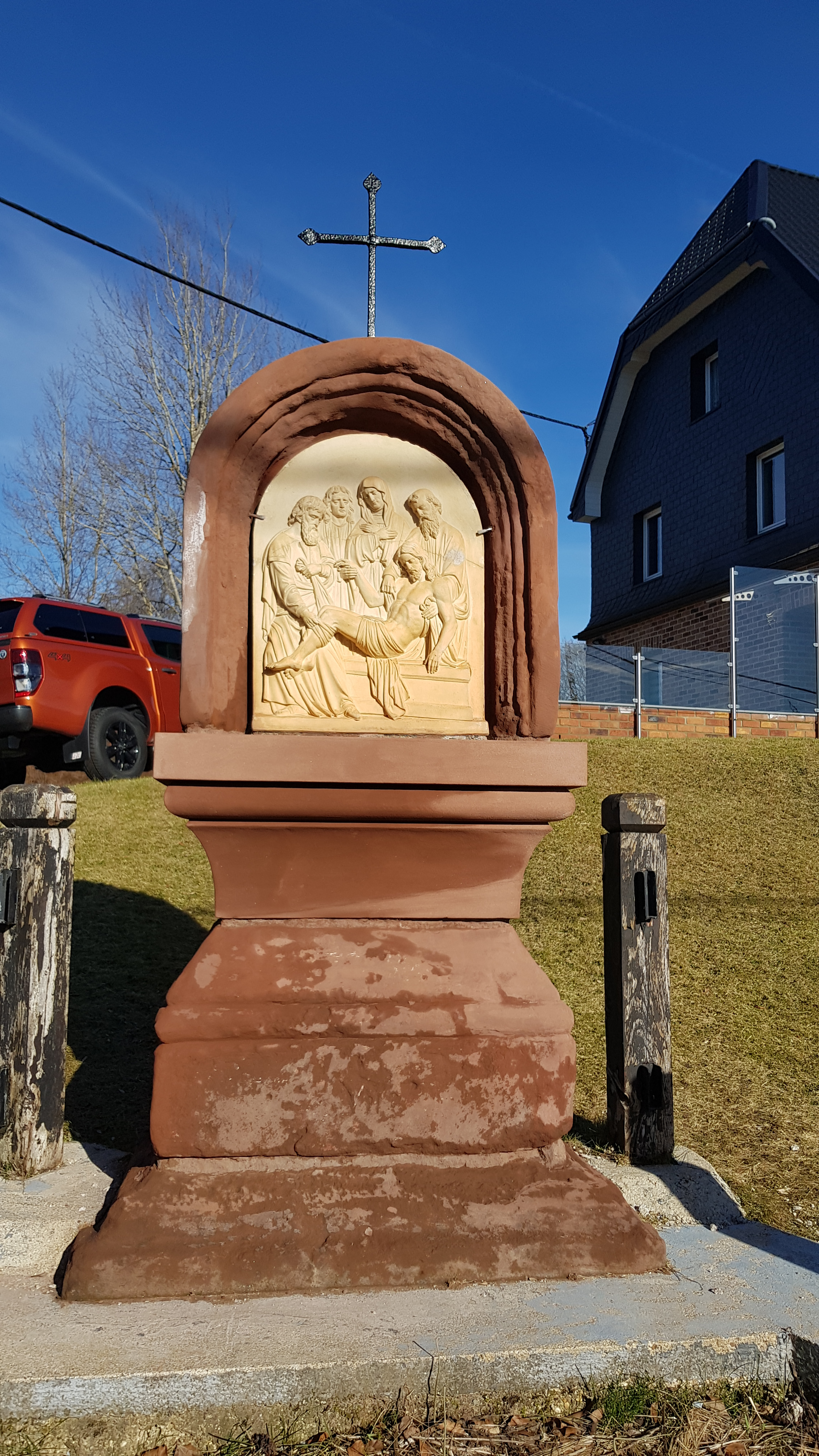
Nummer 1
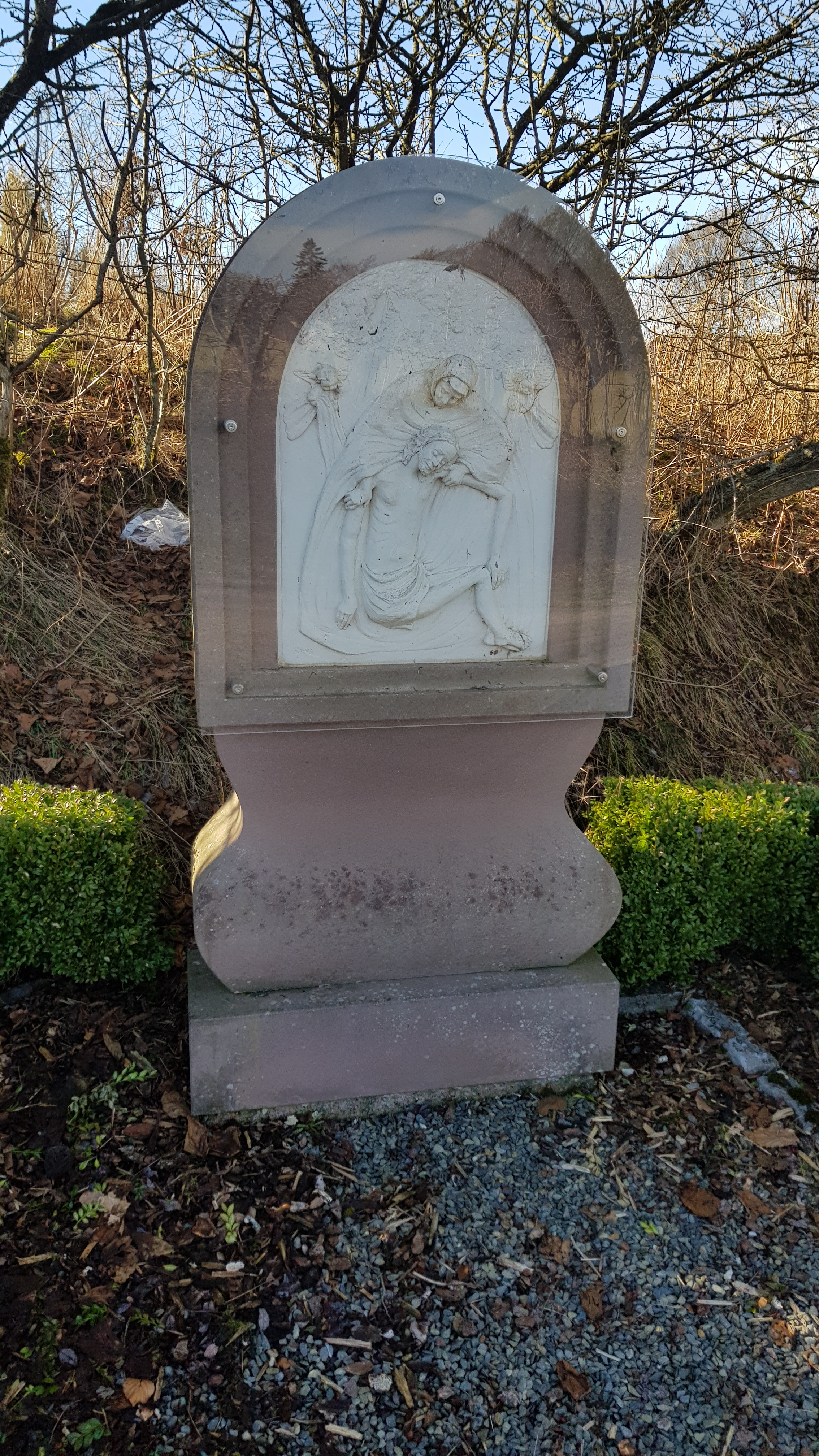
Nummer 2
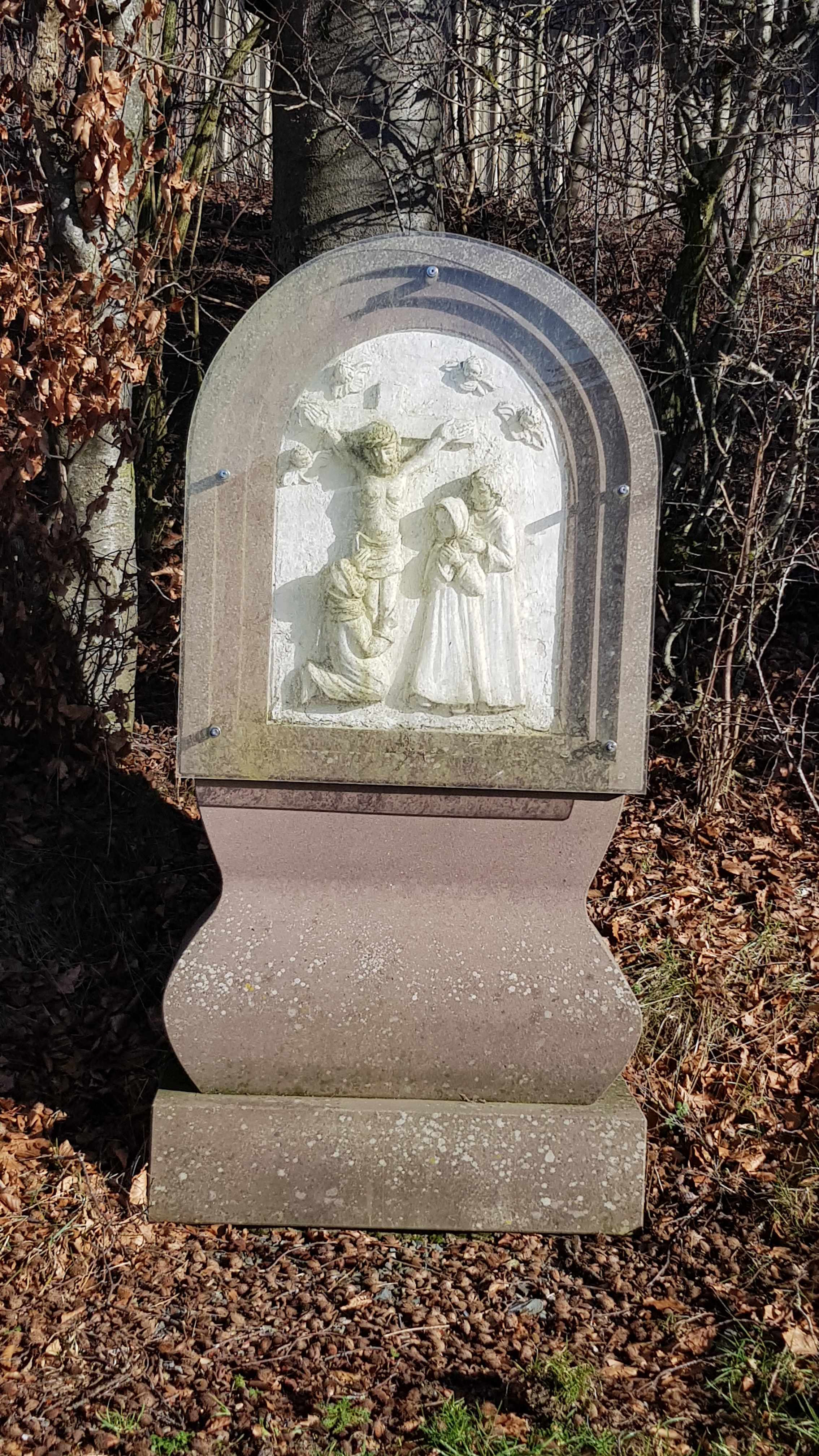
Nummer 3
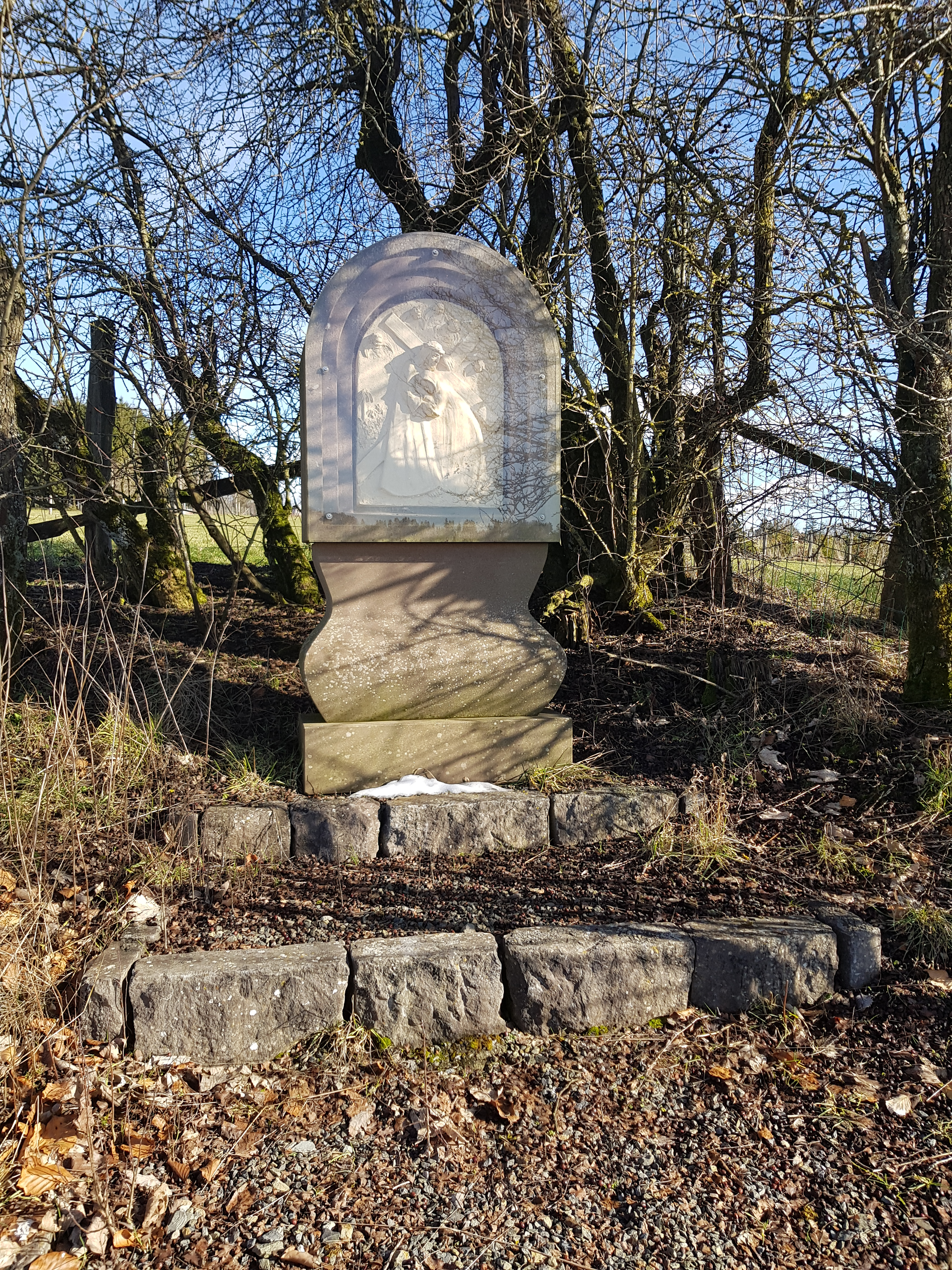
Nummer 4
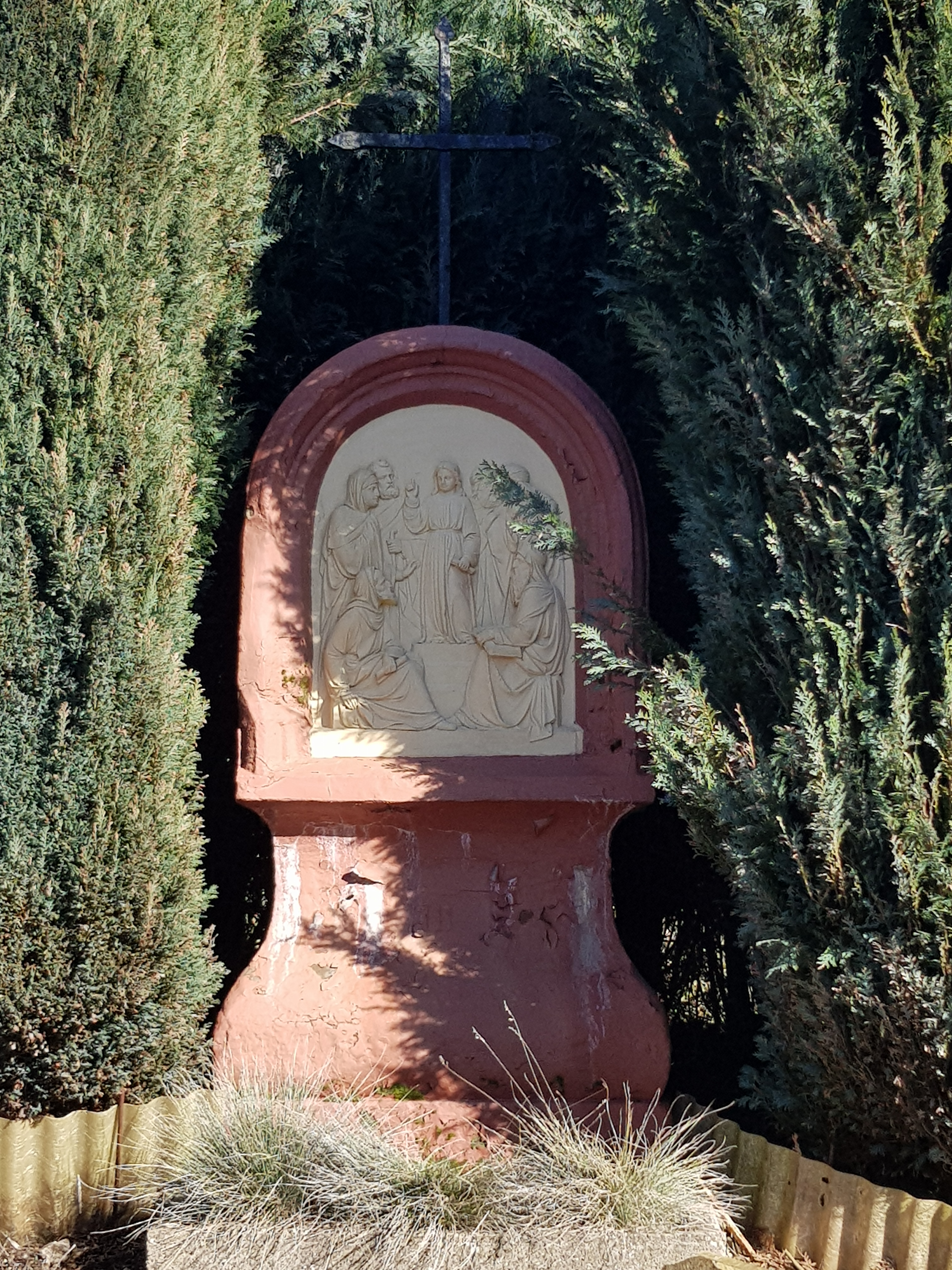
Nummer 5
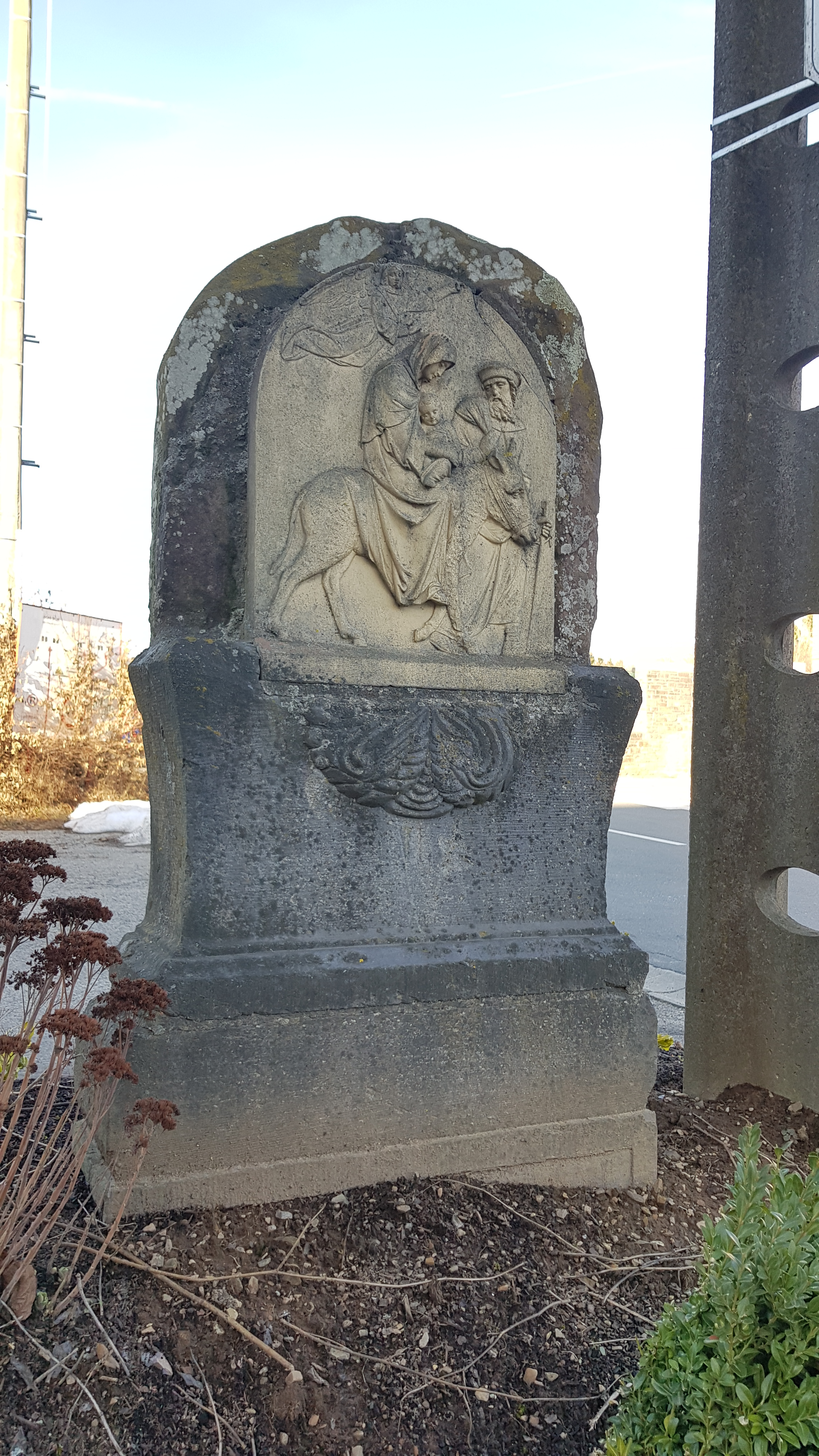
Nummer 6
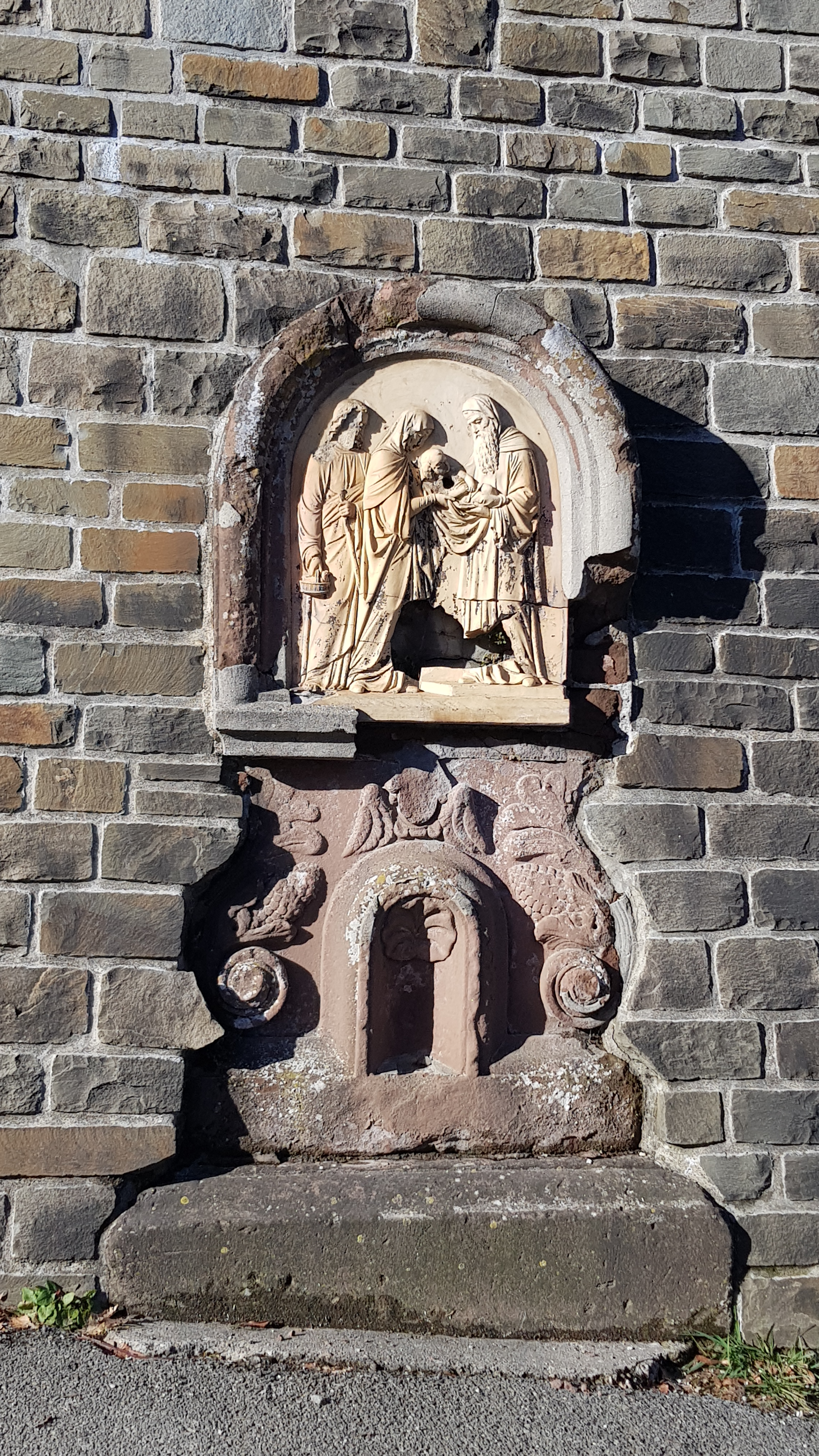
Nummer 7